# M. H. Abrams
Meyer Howard Abrams (geboren am 23. Juli 1912 in Long Branch, New Jersey; gestorben am 21. April 2015 in Ithaca, New York) war ein amerikanischer Literaturwissenschaftler.

## Leben und Wirken
Abrams entstammte einer Familie osteuropäischer Juden, seine Eltern wanderten 1906 nach einem Pogrom von Hrodna (heute Weißrussland) in die Vereinigten Staaten aus. Er studierte Englisch an der Harvard University (B.A. 1934, M.A. 1937, Ph.D. 1940), 1934 zudem ein Jahr lang als Henry-Stipendiat an der University of Cambridge unter I. A. Richards. Während des Zweiten Weltkriegs forschte er am „Psycho-akustischen Labor“ (Psycho-Acoustic Laboratory) von Harvard zur Übertragungssicherheit im militärischen Fernmeldewesen. Seine Lehrtätigkeit begann er 1947 am Fachbereich für Englisch der Cornell University, wo er 1953 zum ordentlichen Professor ernannt wurde und es bis zu seiner Emeritierung 1983 blieb. Zu seinen Schülern zählten hier unter anderem Harold Bloom und Thomas Pynchon.
Abrams Forschungsschwerpunkt war die Literatur der englischen Romantik, auf diesem Feld ist insbesondere sein 1953 erschienenes und bis heute grundlegendes, wenn nicht sogar paradigmatisches Werk The Mirror and the Lamp (deutsch „Spiegel und Lampe“) zu nennen. Darin geht er der Entwicklung „von einer klassisch-mimetischen Poetik (Dichtung als Spiegel der Natur) zu jener der Romantik (der Dichter als vom Geist befeuerte Lampe)“ nach. Auf der vielzitierten Liste der 100 besten englischsprachigen Sachbücher des 20. Jahrhunderts, die die Herausgeber der Modern Library 1998 präsentierten, schaffte es Abrams Monographie auf den 25. Rang.
Ein Standardwerk ist bis heute auch sein erstmals 1957 erschienenes Glossary of Literary Terms, oft schlicht der „Abrams“ genannt, ein Handwörterbuch der wichtigsten literaturwissenschaftlichen Fachbegriffe. Großen Einfluss auf die universitäre Lehre und den Kanon der englischen Literatur hat Abrams zudem als Begründer und Herausgeber der Norton Anthology of English Literature, der nicht nur im Universitätsgebrauch weitestverbreiteten Anthologie der Literatur in englischer Sprache, ausgeübt. Die ersten sieben Ausgaben besorgte er selbst, bis zuletzt firmierte er als General Editor, seit der achten Ausgabe (2006) gemeinsam mit Stephen Greenblatt, der nun federführend bei der Edition ist.
1963 wurde Abrams in die American Academy of Arts and Sciences gewählt. Seit 1973 war er gewähltes Mitglied der American Philosophical Society und seit 2001 der American Academy of Arts and Letters. 2014 erhielt er die National Humanities Medal.

## Werke (Auswahl)
- The Mirror and the Lamp: Romantic Theory and the Critical Tradition (1953) ISBN 978-0-19-501471-6.
  - deutsch: Spiegel und Lampe: Romantische Theorie und die Tradition der Kritik. Übersetzt und eingeleitet von Lore Iser. Fink, München 1978, ISBN 3-770-51469-6 (Theorie und Geschichte der Literatur und der schönen Künste, Band 42).
- (Hrsg.): The Poetry of Pope: A Selection (1954) ISBN 978-0-88295-067-9.
- A Glossary of Literary Terms (1957). Neunte, überarbeitete Auflage 2009, ISBN 978-1-4130-3390-8.
- English Romantic Poets: Modern Essays in Criticism (1960) ISBN 978-0-19-501946-9.
- (Hrsg.) The Norton Anthology of English Literature (1962, aktuelle, elfte Ausgabe 2014, ISBN 978-1285465067).
- The Milk of Paradise: The Effect of Opium Visions on the Works of DeQuincey, Crabbe, Francis Thompson, and Coleridge (1970) ISBN 978-0-374-90028-1.
- Natural Supernaturalism: Tradition and Revolution in Romantic Literature (1971) ISBN 978-0-393-00609-4.
- The Correspondent Breeze: Essays on English Romanticism (1984) ISBN 978-0-393-30340-7.
- Doing Things with Texts: Essays in Criticism and Critical Theory (1989) ISBN 978-0-393-02713-6.
- The Fourth Dimension of a Poem and Other Essays. Norton & Co., New York City 2012, ISBN 978-0-393-05830-7.

## Sekundärliteratur
- Wayne C. Booth: M. H. Abrams: Historian as Critic, Critic as Pluralist. In: Critical Inquiry 2:3, 1976, S. 411–445.
- Adam Kirsch: The Last Critic Turns 100. In: Tablet (Onlinepublikation), 11. Juli 2012.
- Susanne Klingenstein: Die vierte Dimension des Gedichts: M.H. Abrams hat Generationen von amerikanischen Literaturstudenten erzogen – jetzt wird er hundert Jahre alt. In: Frankfurter Allgemeine Zeitung vom 18. Juli 2012, S. N 3.
- Seamus Perry: The Mirror and the Lamp. In: Essays in Criticism 54:3, 2004, S. 260–82.
- Sean Shesgreen: Canonizing the Canonizer: A Short History of The Norton Anthology of English Literature. In: Critical Inquiry 35:2, 2009, S. 293–318.
- Jeffrey J. Williams: A Life in Criticism: An Interview with M. H. Abrams. In: Minnesota Review 69, Herbst 2007, S. 71–93.